# Fauce d'Ebano
Fauce d'Ebano (Ebony Maw) è un personaggio e supercriminale dei fumetti statunitensi pubblicati da Marvel Comics. Fa parte di un'organizzazione denominata Ordine Nero, una squadra di extraterrestri che lavorano al soldo di Thanos.
Esso compare come Cacciatore d'Ossidiana nonché uno dei figli di Thanos nei film Avengers: Infinity War e Avengers: Endgame, interpretato da Tom Vaughan-Lawlor.

## Storia editoriale
Fauce apparve per la prima volta come un cameo in Nuovi Vendicatori #8 a settembre 2013 ed è stato creato da Jonathan Hickman e Jerome Opeña. Apparirà fisicamente invece insieme con altri membri dell'Ordine Nero, in Infinity #1 a ottobre 2013.

## Biografia
Fauce d'Ebano faceva parte dell'Ordine Nero, un gruppo di supercriminali che sosteneva Thanos. Il suo punto di forza non era di sicuro nel combattimento, ma possedeva una grande mente intellettuale da non sottovalutare. Quando Thanos prese di mira la Terra, come prossimo pianeta che avrebbe raso al suolo durante il fumetto Infinity, Fauce insieme con l'Astro Nero stipularono delle trattative per concedergli la Gemma del Tempo del Dottor Strange.
Fauce utilizzando le sue abilità psichiche acquisì il controllo mentale del Dottor Strange e lo costrinse a evocare Shuma-Gorath. Fauce d'Ebano sfruttò il controllo mentale del dottore per utilizzarlo come doppiogiochista involontario quando si riunì con il resto degli Illuminati. Quando gli Illuminati si diressero verso innumerevoli luoghi in tutto il mondo per stanare Thane, il figlio di Thanos, il Dottor Strange trovò il ragazzo in una città segreta degli Inumani, Orollan (situata in Groenlandia). l'Ebano si nascose nella città, smise di controllare la mente del Dottore, facendolo dimenticare della scoperta.
Quando Freccia Nera fece detonare la Bomba a terrigeno, rilasciò le nebbie terrigene sull'intera atmosfera della Terra, durante l'evento Thane subì la terrigenesi, annientando con i suoi poteri l'intera città di Orollan. Fingendo di essere un suo alleato durante l'incidente, Fauce d'Ebano offrì a Thane una tuta per controllare i suoi nuovi poteri, ma lo catturò in un campo di contenimento, successivamente avvisò Thanos della posizione di suo figlio.
Quando i Vendicatori giunsero a Orollan per sconfiggere Thanos, Fauce decise di liberare Thane, per vedere quale decisione avrebbe compiuto. Thane aveva due scelte che poteva compiere, scappare o combattere contro suo padre e diventare ciò che aveva evitato per tutta la sua vita. Thane accettò la sua vera natura, affrontando Thanos, usando il potere della mano destra, lo intrappolò insieme con un'altra cacciatrice d'ossidiana Proxima Media Nox in una costruzione d'ambra lasciandoli in uno stato di "vita-morte". Dopo la sconfitta di Thanos, l'Ebano incominciò ad addestrare Thane per diventare qualcosa di più grande di suo padre e di chiunque altro.
Durante l'arco narrativo No Surrender, l'Ebano partecipò a una sfida con la Legione Mortale del Gran Maestro per conto dell'Ordine Nero riorganizzato da Challenger.

## Poteri e capacità
Nonostante non eccella nel combattimento fisico possiede un alto quoziente intellettivo, definendosi come genio. Con la sua intelligenza, pratica manipolazione mentale descritta come "una lingua nera che diffonde malizia e malvagità ovunque vada". Le capacità manipolative di Fauce d'Ebano sono il frutto della sua voce persuasiva che gli permette di controllare anche le menti più potenti come quella del Dottor Strange.
Oltre a ciò utilizza delle attrezzature tecnologiche specializzate nel teletrasporto e nella generazione di campi di forza per facilitarsi nel combattimento ravvicinato e non.

## Altri media

### Televisione
- Fauce apparve nella serie animata Avengers Assemble.[10] Serve l'Ordine Nero sotto Thanos.
- Fauce apparve anche nella serie animata Guardiani della Galassia.[10] Inizialmente faceva parte dell'Ordine Nero, nel corso della serie si unirà successivamente ai Credenti Universali.

### Marvel Cinematic Universe
Il personaggio appare all'interno del Marvel Cinematic Universe, interpretato dall'attore irlandese Tom Vaughan-Lawlor e doppiato da Enrico Pallini.
- Fauce d'Ebano appare per la prima volta come uno dei quattro antagonisti secondari nel film Avengers: Infinity War (2018). Fauce viene inviato a New York insieme al feroce Astro Nero per prendere la Gemma del Tempo dal Dottor Strange. Qui incontrano lo stregone, Iron Man, Hulk, Wong e Spider-Man, sfociando in un combattimento imminente nel tentativo di rubare la gemma. Una volta preso in ostaggio il Dottor Strange lo scorta nell'astronave per torturarlo, nel tentativo di costringerlo a rinunciare alla gemma. Fanno però breccia nell'astronave aliena Iron Man e Spider-Man per salvare il Maestro delle Arti Mistiche. Dopo un breve scontro, i due riescono a distrarre Fauce causando una decompressione esplosiva e facendolo sbalzare fuori dalla nave, lasciandolo morire nello spazio come fece Ripley con la Regina degli Aliens nel film Aliens - Scontro finale da cui il giovane supereroe prende spunto.
- Fauce d'Ebano ritorna come uno dei due antagonisti secondari nel film Avengers: Endgame (2019). Compare come una sua copia del passato (del 2014) che viaggiando nel tempo con l'esercito di Thanos, incombono in un grande scenario della battaglia finale sulla Terra. Viene dissolto insieme al resto delle forze di Thanos quando Tony Stark, schiocca le dita tramite le Gemme dell'Infinito disposte sul guanto.[15]
- Il personaggio apparve anche nella prima serie animata dell'MCU What If...? (2021).

### Videogiochi
- Fauce d'Ebano apparve come mini boss in Marvel: Avengers Alliance.[16]
- Fauce d'Ebano appare come personaggio giocabile nel videogioco per smartphone Marvel: Sfida dei campioni.
- Fauce d'Ebano, apparve come boss e come personaggio sbloccabile in Marvel Future Fight.[17]
- Fauce d'Ebano appare come personaggio giocabile, nel DLC " Infinity War " per Lego Marvel Super Heroes 2.[18]
- Fauce d'Ebano appare come supporto in Marvel Puzzle Quest.
- Fauce d'Ebano appare nel videogioco Marvel: La Grande Alleanza 3: L'Ordine Nero.